# Fatih Terim
Fatih Terim (Adana, 1953. szeptember 4. –) török labdarúgóedző. Korábban a Galatasaray játékosa volt, 51-szer volt válogatott, 35 nemzetközi mérkőzésen volt a válogatott csapatkapitánya. Labdarúgói pályafutását 1985-ben fejezte be. 1993 és 1996 között igazgatta a nemzeti válogatottat, volt az A.C. Milan edzője is, valamint 2005-től 2009-ig, majd 2013-tól 2017-ig a török labdarúgó-válogatott szövetségi kapitánya.

## Klubjai

### Labdarúgóként
- 1969 - 1974: Adana Demirspor
- 1974 - 1985: Galatasaray A.S.

### Edzőként
- 1987–1989 MKE Ankaragücü
- 1989–1990 Göztepe
- 1990–1993 21 éven aluliak török nemzeti válogatottja
- 1993–1996 Török labdarúgó-válogatott
- 1996–2000 Galatasaray
- 2000–2001 Fiorentina
- 2001–2002 AC Milan
- 2002–2004 Galatasaray
- 2005–2009 Török labdarúgó-válogatott
- 2011–2013 Galatasaray
- 2013–2017 Török labdarúgó-válogatott

## Sikerei, díjai
Játékosként
Galatasaray
- Török kupa (3): 1975–76, 1981–82, 1984–85
- Török szuperkupa (1): 1982

### Edzőként
Törökország U21
- Mediterrán játékok: 1993

Törökország
- Európa-bajnokság – bronzérmes : 2008

Galatasaray
- UEFA-kupa: 2000
- Süper Lig (7): 1996–97, 1997–98, 1998–99, 1999–00, 2011–12, 2012–13, 2017–18
- Török kupa (2): 1998–99, 1999–00
- Török szuperkupa (4): 1996, 1997, 2012, 2013

## Játékos statisztikái
| Klub            | Szezon         | League          | League | Nemzeti kupa    | Nemzeti kupa | Egyéb           | Egyéb | Európa          | Európa | Összesen        | Összesen |
| Klub            | Szezon         | Pályára lépések | Gólok  | Pályára lépések | Gólok        | Pályára lépések | Gólok | Pályára lépések | Gólok  | Pályára lépések | Gólok    |
| --------------- | -------------- | --------------- | ------ | --------------- | ------------ | --------------- | ----- | --------------- | ------ | --------------- | -------- |
| Adana Demirspor | 1973–74        | 28              | 2      | -               | -            | -               | -     | -               | -      | 28              | 2        |
| Adana Demirspor | összesen       | 28              | 2      | -               | -            | -               | -     | -               | -      | 28              | 2        |
| Galatasaray     | 1974–75        | 30              | 2      | -               | -            | 3               | 0     | -               | -      | 33              | 2        |
| Galatasaray     | 1975–76        | 30              | 3      | 8               | 1            | 4               | 1     | 4               | 0      | 46              | 5        |
| Galatasaray     | 1976–77        | 29              | 2      | 2               | 0            | -               | -     | -               | -      | 31              | 2        |
| Galatasaray     | 1977–78        | 29              | 2      | 5               | 0            | 2               | 0     | -               | -      | 36              | 2        |
| Galatasaray     | 1978–79        | 27              | 2      | 2               | 2            | 3               | 1     | 2               | 1      | 34              | 6        |
| Galatasaray     | 1979–80        | 30              | 2      | 10              | 0            | 2               | 0     | 2               | 0      | 44              | 2        |
| Galatasaray     | 1980–81        | 27              | 2      | 6               | 0            | 1               | 0     | -               | -      | 34              | 2        |
| Galatasaray     | 1981–82        | 28              | 0      | 9               | 1            | 3               | 0     | -               | -      | 40              | 1        |
| Galatasaray     | 1982–83        | 29              | 1      | 2               | 0            | 2               | 1     | -               | -      | 33              | 2        |
| Galatasaray     | 1983–84        | 28              | 0      | 5               | 0            | 2               | 0     | -               | -      | 35              | 0        |
| Galatasaray     | 1984–85        | 30              | 0      | 8               | 3            | 3               | 0     | -               | -      | 41              | 3        |
| Galatasaray     | összesen       | 317             | 16     | 57              | 7            | 25              | 3     | 8               | 1      | 407             | 27       |
| Teljes karrier  | Teljes karrier | 345             | 18     | 57              | 7            | 25              | 3     | 8               | 1      | 435             | 29       |

1. ↑  Magában foglalja az Atatürk kupát, a Miniszterelnöki Kupát, Török szuperkupát and T.S.SZ. kupát  való pályára lépéseit is.
2. ↑  Magában foglalja a Bajnokok ligájában, az  UEFA-kupát és az UEFA-szuperkupán való pályára lépéseit is.

### A válogatottban
| Törökország | Törökország     | Törökország |
| Év          | Pályára lépések | Gólok       |
| ----------- | --------------- | ----------- |
| 1975        | 5               | 0           |
| 1976        | 6               | 0           |
| 1977        | 8               | 0           |
| 1978        | 3               | 0           |
| 1979        | 6               | 1           |
| 1980        | 5               | 1           |
| 1981        | 4               | 0           |
| 1982        | 3               | 0           |
| 1983        | 8               | 0           |
| 1984        | 3               | 0           |
| összesen    | 51              | 2           |

### Góljai a válogatottban
| # | Dátum                | Helyszín                                     | Ellenfél | Gól | Végeredmény | Verseny                                        |
| - | -------------------- | -------------------------------------------- | -------- | --- | ----------- | ---------------------------------------------- |
| 1 | 1979. március 18.    | İzmir Atatürk Stadion, İzmir, Törökországban | Málta    | 2–1 | Win         | 1980-as labdarúgó-Európa-bajnokság (selejtező) |
| 2 | 1980. szeptember 24. | İzmir Atatürk Stadium, İzmir, Törökország    | Izland   | 1–3 | Lost        | 1982-es világbajnokság-selejtező               |

## Edzői statisztikái
Legutóbb frissítve:2022. január 8-án lett
| Ankaragücü      | Török    | 1987     | 1989     | 82  | 34  | 23  | 25  | 41,46 |
| Göztepe         | Török    | 1989     | 1990     | 32  | 18  | 9   | 5   | 56,25 |
| Törökország U21 | Török    | 1990     | 1993     | 25  | 13  | 4   | 8   | 52,00 |
| Törökország     | Török    | 1993     | 1996     | 34  | 17  | 8   | 9   | 50,00 |
| Galatasaray     | Török    | 1996     | 2000     | 203 | 130 | 46  | 27  | 64,04 |
| Fiorentina      | olasz    | 2000     | 2001     | 23  | 10  | 9   | 4   | 43,48 |
| Milan           | olasz    | 2001     | 2001     | 13  | 8   | 3   | 2   | 61,54 |
| Galatasaray     | Török    | 2002     | 2004     | 83  | 43  | 16  | 24  | 51,81 |
| Törökország     | Török    | 2005     | 2009     | 58  | 26  | 18  | 14  | 44,83 |
| Galatasaray     | Török    | 2011     | 2013     | 96  | 57  | 24  | 15  | 59,38 |
| Törökország     | Török    | 2013     | 2017     | 44  | 27  | 8   | 9   | 61,36 |
| Galatasaray     | Török    | 2017     | 2022     | 202 | 105 | 48  | 149 | 51,98 |
| összesen        | összesen | összesen | összesen | 902 | 489 | 219 | 194 | 54,21 |

## Külső hivatkozások
- FIFA.com: Terim a futballról Archiválva 2008. június 26-i dátummal a Wayback Machine-ben (angolul)

| Előző Gökmen Özdenak | Galatasaray 1980–1985 | Következő Cüneyt Tanman |